# Hietasaari (ö i Birkaland)
Hietasaari är en ö i Finland. Den ligger i sjön Kyrösjärvi och i kommunen Ikalis i den ekonomiska regionen  Nordvästra Birkalands ekonomiska region  och landskapet Birkaland, i den sydvästra delen av landet, 200 km nordväst om huvudstaden Helsingfors. Öns största längd är 0,9 kilometer i sydöst-nordvästlig riktning.